# Hansel and Gretel (film, 1954)
Pour les articles homonymes, voir Hansel et Gretel (homonymie).
Hansel and Gretel : An Opera Fantasy est un film d'animation américain de long métrage réalisé par Michael Myerberg, sorti en 1954.
Le film reprend le thème du conte traditionnel allemand, dont on connaît surtout la version des frères Grimm, Hansel et Gretel. 

## Synopsis
Deux enfants perdus et affamés découvrent avec émerveillement une maison de pain d'épices au milieu de la forêt. Mais la sorcière n'est pas loin.

## Fiche technique
- Réalisation : Michael Myerberg et John Paul
- Scénario : Padraic Colum, d'après Adelheid Wette (livret original de l'opéra)
- Musique : Engelbert Humperdinck, d'après son opéra Hänsel und Gretel (1893)
- Production : Michael Myerberg
- Société de production : RKO Radio Pictures
- Durée : 72 minutes

## Distribution
- Anna Russell : la sorcière
- Mildred Dunnock : la mère
- Frank Rogier : le père
- Constance Brigham : Hansel / Gretel
- Helen Boatwright : la fée Rosée
- Delbert Anderson : le marchand de sable

## Récompenses et distinctions
- La bande originale fut nommée pour un Grammy Award.

## Commentaires
Ce long métrage combine plusieurs techniques, l'arrêt sur image, mais aussi l'utilisation de 35 petits personnages à armatures, de matériaux capables de reproduire la peau ou les cheveux ainsi que d'électroaimants permettant de maintenir les figurines en place pendant les prises de vues.
Un certain mystère a (habilement) plané sur les techniques d'avant-garde qui auraient été utilisées, et l'on a même parlé de marionnettes « électroniques ». Il semble qu'il s'agissait en réalité d'un savoir-faire assez classique : fils de fer dissimulés, etc.

## Autour du film
Longtemps après la fin du film, décors et personnages furent régulièrement utilisés pour la mise en scène de contes de fées lors de fêtes foraines.